# FIVB World Tour 2000 der Männer
Die FIVB World Tour 2000 der Männer bestand aus dreizehn Open und einem Grand Slam. Gastgeber der Beachvolleyball-Turnierserie waren Argentinien, Brasilien 2×, Macau, Mexiko, Kanada, Spanien, die Vereinigten Staaten, Norwegen, Italien, Frankreich, Portugal, Österreich und Belgien. Tour Champions wurden die Brasilianer Zé Marco de Melo und Ricardo Santos. Im gleichen Jahr fanden zum zweiten Mal Beachvolleyballwettbewerbe bei den Olympischen Sommerspielen statt.

## Turniere

### Mar del Plata Open (12. bis 16. Januar)
| Platz | Team                                |
| ----- | ----------------------------------- |
| 1     | Mariano Baracetti / José Salema     |
| 2     | Zé Marco de Melo / Ricardo Santos   |
| 3     | Julien Prosser / Lee Zahner         |
| 4     | Roberto Lopes / Franco Neto         |
| 5     | Martin Laciga / Paul Laciga         |
| 5     | Maurizio Pimponi / Andrea Raffaelli |
| 7     | Carl Henkel / Sinjin Smith          |
| 7     | John Child / Mark Heese             |

Zum ersten und einzigen Mal standen Baracetti / Salema gemeinsam auf der obersten Stufe des Podests bei einem Event der World Tour. Sie verwiesen beim Tourstart in ihrem Heimatland Zé Marco / Ricardo und Prosser / Zahner auf die folgenden Plätze. Ohne Medaillen blieben Lopes / Neto als Vierte.

Beste Schweizer waren Martin und Paul Laciga auf Rang fünf. Ahmann / Hager teilten sich den dreizehnten Platz mit Berger / Stamm und zwei weiteren Duos.

### Guarujá Open (18. bis 23. Januar)
| Platz | Team                                |
| ----- | ----------------------------------- |
| 1     | Márcio Araújo / Benjamin Insfran    |
| 2     | Martin Laciga / Paul Laciga         |
| 3     | José Loiola / Emanuel Rego          |
| 4     | Oliver Oetke / Andreas Scheuerpflug |
| 5     | Zé Marco de Melo / Ricardo Santos   |
| 5     | Giovane Gávio / Tande Ramos         |
| 7     | Maurizio Pimponi / Andrea Raffaelli |
| 7     | Nik Berger / Oliver Stamm           |

Aus jedem deutschsprachigen Land gehörte ein Beachpaar zu den Top Acht. Neben den Schweizer Laciga Brüdern, die nur Márcio Araújo und Benjamin den Vortritt lassen mussten, waren dies die Deutschen Oliver Oetke und Andreas Scheuerpflug, die im kleinen Finale an den Vorjahrestoursiegern scheiterten sowie die Österreicher Nik Berger und Oliver Stamm auf dem geteilten siebten Platz.

### Macau Open (24. bis 28. Mai)
| Platz | Team                              |
| ----- | --------------------------------- |
| 1     | Zé Marco de Melo / Ricardo Santos |
| 2     | Márcio Araújo / Benjamin Insfran  |
| 3     | Roberto Lopes / Franco Neto       |
| 4     | Vegard Høidalen / Jørre Kjemperud |
| 5     | Martin Laciga / Paul Laciga       |
| 5     | Martín Conde / Eduardo Martínez   |
| 7     | Robert Heidger / Kevin Wong       |
| 7     | Pará Ferreira / Guilherme Marques |

Drei brasilianische Beachpaare teilten die Medaillen unter sich auf. Zé Marco und Ricardo besiegten im Endspiel Márcio Araújo und Benjamin. Bronze sicherten sich Lopes / Neto im kleinen Finale gegen die Norweger Høidalen / Kjemperud.

Die Lacigas wurden Fünfte, Nik Berger / Oliver Stamm belegten den geteilten dreizehnten Rang. Deutsche waren nicht am Start.

### Rosarito Open (31. Mai bis 4. Juni)
| Platz | Team                                    |
| ----- | --------------------------------------- |
| 1     | Dax Holdren / Todd Rogers               |
| 2     | Robert Heidger / Kevin Wong             |
| 3     | Márcio Araújo / Benjamin Insfran        |
| 4     | Martin Laciga / Paul Laciga             |
| 5     | Zé Marco de Melo / Ricardo Santos       |
| 5     | Sergei Jermischin / Michail Kuschnerjow |
| 7     | John Child / Mark Heese                 |
| 7     | Jody Holden / Conrad Leinemann          |

In Mexiko machten Sportler aus den Vereinigten Staaten den Sieg unter sich aus. Holden / Rogers erwiesen sich dabei als die Stärkeren gegen Heidger / Wong. Márcio Araújo und Benjamin besaßen nach dem vierten Event schon einen kompletten Medaillensatz. Die Schweizer Brüder standen zum zweiten Mal im Halbfinale.

Oliver Oetke und Andreas Scheuerpflug verpassten als Neunte knapp die Top Acht. Das einzige österreichische Team scheiterte in der Qualifikation.

### Toronto Open (14. bis 18. Juni)
| Platz | Team                                |
| ----- | ----------------------------------- |
| 1     | José Loiola / Emanuel Rego          |
| 2     | John Child / Mark Heese             |
| 3     | Julien Prosser / Lee Zahner         |
| 4     | Zé Marco de Melo / Ricardo Santos   |
| 5     | Márcio Araújo / Benjamin Insfran    |
| 5     | Oliver Oetke / Andreas Scheuerpflug |
| 7     | Dax Holdren / Todd Rogers           |
| 7     | Jan Kvalheim / Bjørn Maaseide       |

Den Toursiegern des Vorjahres gelang in Kanada ihr erster Saisonsieg. Ebenfalls zum ersten Mal standen Child und Heese als Zweite auf dem Treppchen. Die zweite Bronzemedaille der Spielzeit erkämpften dagegen Prosser / Zahner. Mit Platz vier mussten Zé Marco und Ricardo vorlieb nehmen.

Zum zweiten Mal zu den Top Acht gehörten Oliver Oetke und Andreas Scheuerplug als Fünfte. Neunte wurden die Zwillinge Christoph und Markus Dieckmann noch vor den Brüdern Martin und Paul Laciga, die sich den siebzehnten Platz mit Jörg Ahmann und Axel Hager sowie weiteren Paaren teilten. Die einzigen Österreicher Nik Berger und Oliver Stamm endeten wie das zweite Schweizer Duo Markus Egger und Bernhard Vesti auf dem 25. Rang.

### Teneriffa Open (14. bis 18. Juni)
| Platz | Team                                    |
| ----- | --------------------------------------- |
| 1     | Martin Laciga / Paul Laciga             |
| 2     | Márcio Araújo / Benjamin Insfran        |
| 3     | Sergei Jermischin / Michail Kuschnerjow |
| 4     | Zé Marco de Melo / Ricardo Santos       |
| 5     | Nik Berger / Oliver Stamm               |
| 5     | João Brenha / Miguel Maia               |
| 7     | Vegard Høidalen / Jørre Kjemperud       |
| 7     | Mariano Baracetti / José Salema         |

Auf der größten der Kanarischen Inseln sicherten sich die Lacigas ihren ersten Sieg des Jahres. Sie verwiesen Márcio Araújo und Benjamin sowie die Russen Jermischin / Kuschnerjow auf die Plätze. Ohne Medaille blieben Zé Marco und Ricardo.

Zum zweiten Mal zu den Top Acht gehörten Nik Berger und Oliver Stamm als Fünfte. Nur Dreizehnte wurden die besten deutschen Duos  Christoph und Markus Dieckmann sowie Oliver Oetke und Andreas Scheuerpflug.

### Chicago Grand Slam (28. Juni bis 2. Juli)
| Platz | Team                              |
| ----- | --------------------------------- |
| 1     | José Loiola / Emanuel Rego        |
| 2     | Zé Marco de Melo / Ricardo Santos |
| 3     | Martin Laciga / Paul Laciga       |
| 4     | Mariano Baracetti / José Salema   |
| 5     | Márcio Araújo / Benjamin Insfran  |
| 5     | Vegard Høidalen / Jørre Kjemperud |
| 7     | Julien Prosser / Lee Zahner       |
| 7     | Martín Conde / Eduardo Martínez   |

Kein Beachpaar aus den USA schaffte es beim Grand Slam in Illinois in die Top Acht. Im Finale trafen zwei Teams aus Südamerika aufeinander mit dem besseren Ende für Loiola / Emanuel gegenüber Zé Marco / Ricardo. Im Kampf um Bronze behaupteten sich die Lacigas gegen Baracetti / Salema.
Ahmann / Hager als Neunte und Dieckmann / Dieckmann als Dreizehnte beendeten den Wettbewerb vor Oetke / Scheuerpflug, die gemeinsam mit Berger / Stamm Siebzehnte Wurden.

### Stavanger Open (5. bis 9. Juli)
| Platz | Team                                |
| ----- | ----------------------------------- |
| 1     | Zé Marco de Melo / Ricardo Santos   |
| 2     | Márcio Araújo / Benjamin Insfran    |
| 3     | José Loiola / Emanuel Rego          |
| 4     | Martín Conde / Eduardo Martínez     |
| 5     | João Brenha / Miguel Maia           |
| 5     | Carl Henkel / Sinjin Smith          |
| 7     | Oliver Oetke / Andreas Scheuerpflug |
| 7     | Pará Ferreira / Guilherme Marques   |

Vier Teams aus Südamerika davon drei aus Brasilien waren die Halbfinalisten in Norwegen. Zé Marco / Ricardo vor
Márcio Araújo / Benjamin und Loiola / Emanuel hieß die Reihenfolge auf dem Treoppchen. Für die Argentinier blieb da nur der vierte Rang.

Schon zum dritten Mal gehörten Oliver Oetke und Andreas Scheuerpflug zu den besten acht Paaren. Martin und Paul Laciga aus der Schweiz wurden Neunte. Die anderen Deutschen sowie die besten Österreicher standen auf den gleichen Plätzen wie in den Vereinigten Staaten.

### Lignano Open (12. bis 16. Juli)
| Platz | Team                              |
| ----- | --------------------------------- |
| 1     | Zé Marco de Melo / Ricardo Santos |
| 2     | Martin Laciga / Paul Laciga       |
| 3     | John Child / Mark Heese           |
| 4     | Márcio Araújo / Benjamin Insfran  |
| 5     | José Loiola / Emanuel Rego        |
| 5     | Robert Heidger / Kevin Wong       |
| 7     | Pará Ferreira / Roberto Lopes     |
| 7     | Jan Kvalheim / Bjørn Maaseide     |

Zé Marco / Ricardo ganz oben, die Lacigas darunter und Child / Heese auf der dritten Stufe, so sah das Stockerl bei den Italy Open aus. Dahinter platzierten sich Márcio Araújo und Benjamin.
Oliver Oetke / Andreas Scheuerpflug, Ahmann / Hager und Nik Berger / Oliver Stamm teilten sich mit fünf anderen Teams den siebzehnten Rang.

### Marseille Open (19. bis 23. Juli)
| Platz | Team                                    |
| ----- | --------------------------------------- |
| 1     | Zé Marco de Melo / Ricardo Santos       |
| 2     | Vegard Høidalen / Jørre Kjemperud       |
| 3     | José Loiola / Emanuel Rego              |
| 4     | Martin Lébl / Michal Palinek            |
| 5     | Sergei Jermischin / Michail Kuschnerjow |
| 5     | Jan Kvalheim / Bjørn Maaseide           |
| 7     | Julien Prosser / Lee Zahner             |
| 7     | Oliver Oetke / Andreas Scheuerpflug     |

Eine Woche später in der französischen Hafenstadt belohnten sich Zé Marco und Ricardo zum dritten Mal in Folge mit Gold. Für Høidalen / Kjemperud blieb Silber während sich Loyola / Emanuel mit Bronze begnügen mussten. Lebl / Palinek erreichten zum ersten Mal gemeinsam die Vorschlussrunde.

Oliver Oetke / Andreas Scheuerpflug als Siebte und Martin und Paul Laciga als Dreizehnte waren die besten Beachpaare aus dem deutschsprachigen Raum, während die anderen beiden Duos aus Germany und die Österreicher im Hauptwettkampf sieglos blieben.

### Espinho Open (26. bis 30. Juli)
| Platz | Team                                   |
| ----- | -------------------------------------- |
| 1     | Zé Marco de Melo / Ricardo Santos      |
| 2     | José Loiola / Emanuel Rego             |
| 3     | Martin Laciga / Paul Laciga            |
| 4     | John Child / Mark Heese                |
| 5     | Dain Blanton / Eric Fonoimoana         |
| 5     | Jefferson Bellaguarda / Paulão Moreira |
| 7     | Vegard Høidalen / Jørre Kjemperud      |
| 7     | Jan Kvalheim / Bjørn Maaseide          |

Auch in Portugal waren de Melo und Santos nicht zu bezwingen. Dies mussten auch Loiola und Emanuel im Endspiel erkennen. Die Schweizer Brüder sorgten dafür, dass Europa bei den Medaillen nicht leer ausging. Für die Nordamerikaner Child und Heese blieb nur der vierte Platz.
Jörg Ahmann / Axel Hager gehörten als Neunte zu den besten Zwölf, direkt dahinter folgten Christoph und  Markus Dieckmann auf Rang dreizehn. 25. wurden Nik Berger und Oliver Stamm.

### Klagenfurt Open (2. bis 6. August)
| Platz | Team                                   |
| ----- | -------------------------------------- |
| 1     | José Loiola / Emanuel Rego             |
| 2     | Zé Marco de Melo / Ricardo Santos      |
| 3     | Jefferson Bellaguarda / Paulão Moreira |
| 4     | Vegard Høidalen / Jørre Kjemperud      |
| 5     | Martin Laciga / Paul Laciga            |
| 5     | Adam Johnson / Karch Kiraly            |
| 7     | Oliver Oetke / Andreas Scheuerpflug    |
| 7     | Carl Henkel / Sinjin Smith             |

Am Wörthersee waren die Endspielteilnehmer dieselben wie in Portugal, doch diesmal siegten José Loiola / Emanuel Rego. Bellaguarda / Paulão sorgten dafür, dass die Brasilianer alle Medaillen einheimsten. Das konnten auch die Norweger Høidalen / Kjemperud als Vierte nicht verhindern.

Die Lacigas wurden Fünfte knapp vor Scheuerflug / Oetke, die in Espinho nicht am Start waren. Direkt dahinter platzierten sich Ahmann / Hager als Neunte vor den beiden österreichischen Duos Berger / Stamm sowie Dobeiner / Leitner, die sich mit anderen den siebzehnten Rang teilten.

### Ostende Open (9. bis 13. August)
| Platz | Team                              |
| ----- | --------------------------------- |
| 1     | José Loiola / Emanuel Rego        |
| 2     | Carl Henkel / Sinjin Smith        |
| 3     | Dain Blanton / Eric Fonoimoana    |
| 4     | Vegard Høidalen / Jørre Kjemperud |
| 5     | Martin Laciga / Paul Laciga       |
| 5     | John Child / Mark Heese           |
| 7     | Björn Berg / Simon Dahl           |
| 7     | Javier Bosma / Fabio Diez         |

Da ihre beiden Hauptkonkurrenten aus dem eigenen Land nur jeweils Siebzehnte wurden, hatten Loiola und Emanuel nicht die schlechtesten Karten und sicherten sich die zweite Goldmedaille in Folge. Beachlegende Sinjin Smith und sein Partner Carl Henkel erkämpften sich ihre erste Finalteilnahme des Jahres. Auch die Bronzemedaille ging in die Vereinigten Staaten an das Team, das sich gut einen Monat später Gold bei den Olympischen Spielen in Sydney sicherte. Die Norweger Høidalen / Kjemperud hatten in Belgien das Nachsehen.

Beste Deutsche waren wieder einmal Oetke / Scheuerpflug als Dreizehnte. Ahmann / Hager wurden wie Berger / Stamm,  Zé Marco / Ricardo sowie Márcio Araújo / Benjamin Siebzehnte.

### Vitória Open (28. bis 3. Dezember)
| Platz | Team                                   |
| ----- | -------------------------------------- |
| 1     | Márcio Araújo / Benjamin Insfran       |
| 2     | Tande Ramos / Emanuel Rego             |
| 3     | Martin Laciga / Paul Laciga            |
| 4     | Jefferson Bellaguarda / Paulão Moreira |
| 5     | Zé Marco de Melo / Ricardo Santos      |
| 5     | Björn Berg / Simon Dahl                |
| 7     | Stein Metzger / Todd Rogers            |
| 7     | Mariano Baracetti / Martin Conde       |

Ihre beiden Saisonsiege gelangen den Brasilianern Márcio Araújo / Benjamin Insfran in Brasilien. Emanuel, der diesmal mit Tande antrat, sicherte sich Silber
vor Martin und Paul Laciga, deren Medaillensammlung der Spielzeit damit aus einmal Gold, zweimal Silber und dreimal Bronze bestand. Ohne Edelmetall blieben
Bellaguarda / Paulão als Vierte. Den fünften Rang teilten sich die Toursieger und Endspielteilnehmer der Olympischen Spiele mit den Schweden Berg und Dahl, die damit zum zweiten Mal in Folge zu den Top Acht gehörten.
Markus Dieckmann diesmal an der Seite von Julius Brink und das zweite Schweizer Duo Patrick Heuscher / Stefan Kobel teilten sich den neunten Platz. Nik Berger / Oliver Stamm wurden Siebzehnte, ihre Landsleute Paul und Thomas Schroffenegger 25., das dritte österreichische Beachpaar scheiterte in der Vorausscheidung. Weitere Teams aus den beiden Alpenrepubliken und aus Deutschland waren beim Saisonfinale nicht dabei.

## Auszeichnungen
| FIVB Tour Champion | Zé Marco de Melo / Ricardo Santos |